# Engel (gruppo musicale)
Gli Engel sono un gruppo musicale melodic death metal e alternative metal svedese attivo dal 2005.

## Formazione
Attuale
- Niclas Engelin - chitarra (dal 2005)
- Mikael Sehlin - voce (dal 2013)
- Marcus Sunesson - chitarra (dal 2005)
- Steve Drennan – basso (dal 2008)
- Oscar Nilsson – batteria (dal 2014)

Ex membri
- Jimmy Olausson – batteria (2010–2014)
- Magnus "Mangan" Klavborn – voce (2005–2012)
- Daniel "Mojjo" Moilanen – batteria (2005–2010)
- Robert Hakemo – basso (2005–2006)
- Johan Andreassen – basso (2006)
- Michael Håkansson – basso (2006–2008)

## Discografia
Produzione indipendente
- 2005 - Demo 2005
- 2005 - Engel
- 2006 - Demo 2006

Album studio
- 2007 - Absolute Design
- 2010 - Threnody
- 2012 - Blood of Saints
- 2014 - Raven Kings
- 2018 - Abandon All Hope